# Mauk Weber
Bartholomeus Maurits Weber, dit Mauk Weber, né le 1er mars 1914 à La Haye et mort le 14 avril 1978, était un joueur de football international néerlandais.

## Biographie
Durant sa carrière de club, Weber débute dans l'équipe de sa ville natale de l'ADO La Haye et termine sa carrière à l'AGOVV Apeldoorn.
Il fait ses débuts en international avec l'équipe des Pays-Bas de football le 14 juin 1931 contre le Danemark. Il est sélectionné par l'entraîneur anglais Bob Glendenning pour participer à la coupe du monde 1934 en Italie et 1938 en France. 